# Markus Anton Huber
Markus Anton Huber (* 21. Dezember 1961 in Königswiesen) ist ein österreichischer Künstler.

## Leben
Huber studierte von 1980 bis 1986 an der Universität Wien Medizin. Danach begann er eine Ausbildung zum Facharzt für Chirurgie.  Seit 1994 ist er als freischaffender Künstler tätig. Er ist verheiratet und Vater von drei Töchtern.

## Bildnerisches Werk
Hubers Bilder sind mittel bis großformatig. Die bevorzugte Technik ist eine Mischtechnik auf Leinwand oder Büttenpapier. Bei der Mischtechnik handelt es sich um einen Mix aus Tusche, Kohle, Kreide, Graphit, Wachs, Pigment und Enkaustik auf Eitemperagründen.
Strich und Linie sind vorrangige Elemente einer nonfigurativen Bildgestaltung. Die Bilder werden hauptsächlich in Serien gearbeitet und knüpfen teilweise an die Tradition der ecriture automatique an. Durch schichtweise und lasierende Überlagerung der retikulären Linienstrukturen erhalten die kontemplativen Arbeiten einen palimsestartigen Charakter.
Neben der Zeichnung auf Leinwand und Papier gewinnt in Hubers Arbeit die Radierung zunehmend an Bedeutung. Hier sind es vor allem durch Strichätzung und Kaltnadel gestaltete Liniengeflechte auf flächigen Aquatintagründen die Hubers komplexe Arbeitsweise in der Zeichnung zur Darstellung bringen. Markus Huber steht in der Tradition des psychischen Automatismus.

## Ausstellungen
Seine erste Ausstellung hatte Markus Huber 1993 im AKH Linz. Bereits 1994 folgten Ausstellungen in der United Art Gallery in Wien und der Nibelungen Galerie in Linz.
1996 beteiligte er sich schließlich im Gallery Art 54 in New York. Es folgten weitere Ausstellungen in Linz und Wien, aber auch im Dokumentationsarchiv Moderner Kunst in St. Pölten und 2002 in der Galerie Goldener Engel in Hall in Tirol oder 2003 im Stadtmuseum in Deggendorf (Bayern) und im EU-Parlament in Brüssel.
2004 fanden Ausstellungen in Linz (O.O. Kunstverein), Wels (Galerie Forum) und Oberwart (Offenes Haus Oberwart) statt. Es folgten Ausstellungen in der Artmarkgalerie (Spital/Pyhrn, Wien), Kunstverein Passau, Blaugelbe Galerie (Weistrach, N.Ö.). Daneben nahm er dreimal am europäischen Künstlerforum „Ziel 1=Kunst=Ziel1“ teil.